# Iuri Vovk
Iuri Bohdànovitx Vovk (en ucraïnès: Ю́рій Богда́нович Вовк; Lviv, 11 de novembre de 1986) és un jugador d'escacs ucrainés que té el títol de Gran Mestre des del 2008. És germà d'Andrí Vovk.
A la llista d'Elo de la FIDE de l'abril de 2023, hi tenia un Elo de 2534 punts, cosa que en feia el jugador número 28 (en actiu) d'Ucraïna. El seu màxim Elo va ser de 2.632 punts, a la llista de juliol de 2015.

## Resultats destacats en competició
Va començar a jugar a escacs el 1998. El 2004 va obtenir el títol de Mestre Internacional i el 2008 el de Gran Mestre. El 2007 fou campió d'Ucraïna Sub-20.
El 2009 fou campió de l'Obert de Cappelle-la-Grande amb 7½ punts de 9, on hi participaren 611 jugadors de 60 països diferents dels quals 102 eren Grans Mestres i 78 Mestres Internacionals.
El juliol de 2011 fou tercer en l'Obert dels Països Baixos amb 7 punts de 9, els mateixos que el primer i el segon classificat, Maksim Túrov and Vladimir Gueorguiev respectivament. El desembre de 2011 fou clarament vencedor torneig Memorial Vassilixin.
El desembre del 2014 fou campió del Festival "Citta di Padova" amb 7 punts de 9. El 2015 fou cinquè en el Campionat Europeu amb 7½ punts d'11, que li permeté classificar-se per la Copa del Món de 2015. El juny del 2015 fou campió de l'Obert de Salento amb 8 punts de 9. El juliol de 2015 fou tercer de l'Obert d'Andorra amb 7 punts de 9 (el campió fou Julio Granda).